# Якиманська Слобода
Якиманська Слобода (рос. Якиманская Слобода) — село, підпорядковане місту Мурому Владимирської області Російської Федерації.
Населення становить 1486 осіб (2010).

## Історія
Село розташоване на землях фіно-угорських народів муроми та мещери.
Згідно із законом від 13 травня 2005 року увійшло до складу муніципального утворення місто Муром.

## Населення
| 1859 | 1905 | 1926  | 2002  | 2010  |
| ---- | ---- | ----- | ----- | ----- |
| 644  | ↗783 | ↗1158 | ↗1440 | ↗1486 |